# Hermonassa obscura
Hermonassa obscura är en fjärilsart som beskrevs av Chen 1985. Hermonassa obscura ingår i släktet Hermonassa och familjen nattflyn. Inga underarter finns listade i Catalogue of Life.